# 2014
2014. је била проста година.

## Догађаји

### Јануар
- 1. јануар — Летонија увела евро као своју валуту.
- 14. јануар — преминуо математичар Милутин Достанић.
- 22. јануар — Почела мировна конференција „Женева 2“, након трогодишњег Грађанског рата у Сирији.
- 25. јануар — Александар Вучић поново изабран за председника Српске напредне странке, на ванредној страначкој скупштини.
- 27. јануар — Хашки трибунал осудио правоснажном пресудом Властимира Ђорђевића бившег начелника ресора јавне безбедности на 18 година затвора.
- 29. јануар — Председник Републике Србије, Томислав Николић, распустио парламент и расписао ванредне парламентарне изборе за 16. март, након образложеног предлога Владе Србије.
- 30. јануар — Бивши председник Демократске странке и Републике Србије, Борис Тадић, напустио Демократску странку.

### Фебруар
- 2. фебруар — Сијетл сихокси су освојили овогодишњи Супербоул победом над Денвер бронкосима 43:8.
- 4. фебруар — У Тузли протести радника који су остали без посла послије приватизације ескалирали у нереде у којима је повређено више стотина људи, демолиране државне институције, те који се шире по другим градовима Босне и Херцеговине.
- 7. фебруар — Отворене зимске олимпијске игре у Сочију.
  - Велики протести широм градова Федерације Босне и Херцеговине у којима је запаљена влада БиХ и архиве.
- 11. фебруар — При паду алжирског војног авиона Локид C-130 Херкул погинуло је 77 особа.
- 18. фебруар — У Кијеву дошло до великих сукоба између полиције и демонстраната у којима је упетребљено и ватрено оружје, што је довело до смрти 25 особа.
- 20. фебруар — У сукобима између полиције и демонстраната у Кијеву, који трају од 18. фебруара, погинуло је више од 80 особа.
- 21. фебруар — Након потписивања споразума између власти и опозиције, украјински парламент једногласно је изгласао повратак на устав из 2004. и усвојио закон којим се стварају предуслови за пуштање на слободу Јулије Тимошенко.
- 22. фебруар — У Кијеву извршен државни удар и прекршен споразум потписан дан раније између власти и опозиције након упада неколико десетина екстремних десничара у Врховну Раду приликом повлачења полиције, што је довело до свргавања са власти регуларно изабраног председника Виктора Јануковича и постављање на то место новоизабраног председника скупштине Александра Турчинова који је расписао ванредне председничке изборе за 25. мај
  - Из затвора ослобођена Јулија Тимошенко.
- 23. фебруар — Започели протести на Криму и про-Руском Југоистоку Украјине против насилног рушења регуларних власти и председника у Кијеву и забране употребе Руског језика.
  - Затворене зимске олимпијске игре у Сочију.
- 26. фебруар — На наредбу руског председника Владимира Путина Оружане снаге Русије започеле су војне вежбе на граници са Украјином.
  - На Криму дошло до масовних нереда и заузимања државних институција.
- 27. фебруар — Изабрана нова украјинска влада на челу са Арсенијем Јацењуком.
  - Кримске власти расписале референдум о самосталности за 25. мај који је после неколико дана померан на 30. март и на крају је одлучен датум његовог одржавања 16. март

### Март
- 1. март — На захтев Владимира Путина, руски парламент одобрио је употребу војних снага на територији Украјине.
  - Војници у униформама без ознака преузели су контролу над многим местима на Криму, што су поједини светски политички аналитичари протумачили као почетак новог Хладног рата између Русије и Запада.
- 5. март — Фудбалска репрезентација Србије савладала у пријатељској утакмици у Даблину репрезентацију Републике Ирске резултатом 2:1.
- 11. март — Кримски парламент је усвојио декларацију о независности Аутономне Републике Крим и града Севастопоља.
- 16. март — Одржани ванредни избори за Скупштину Србије и Скупштину града Београда. Листа Српске напредне странке освојила 158 посланичких места на републичким изборима. Следе коалиција Социјалистичка партија Србије-Партија уједињених пензионера Србије-Јединствена Србија са 44, Демократска странка 19, Нова демократска странка 18, и три листе националних мањина које су освојиле укупно 11 посланичких места (Савез војвођанских Мађара-Иштван Пастор, СДА-Сулејман Угљанин, и Партија за демократско деловање-Риза Халими). На изборима за Скупштину Београда, листа СНС освојила 62 одборничка места, листа ДС 23, СПС 16, и Демократска странка Србије 9 одборника.
- 16. март – Референдум о статусу Крима 2014.
- 17. март — На основу резултата референдума одржаног дан раније, Крим прогласио припајање Руској федерацији, на шта су САД и ЕУ одговориле увођењем првог пакета санкција Русији забраном појединим истакнутим политичким и пословним личностима путовање и боравак на њиховој територији.
- 17. март — НАСА је објавила откриће планете Кеплер-186f, прве екстрасоларне планете Земљине величине која кружи око своје звезде у зони погодној за живот.
- 18. март — Ухапшен одбегли нарко-бос Дарко Шарић, против кога је у Србији подигнута оптужница.
  - Русија је званично припојила Крим
- 19. март — Окончана Кримска криза.
  - Војислав Коштуница поднео неопозиву оставку на функцију председника Демократске странке Србије.
- 21. март — Европска унија и Украјина потписале су споразум о придруживању.
- 25. март — У 21.17.23 UTC ракетом Сојуз са космодрома Бајконур лансирана трочлана посада ка Међународној свемирској станици. Посаду су чинили Александар Скворцов и Олег Артемјев из агенције Роскосмос и Стивен Свонсон из Насе.
- 28. март — Северноатлантски савет је изабрао Јенса Столтенберга за новог генералног секретара НАТО пакта.

### Април
- 1. април — Земљотрес у Икикеу 2014.
- 6. април — У Доњецку, Луганску и Харкову проруски демонстранти заузели зграде владе Украјине, а дан касније прогласили независне републике у тим областима што је у наредном периоду довело до ескалације сукоба и Грађанског рата на Истоку Украјине.
- 7. април — Народна република Доњецк и Народна република Харков прогласили независност од Украјине.
- 10. април — Грчка продала обавезнице за три милијарде евра, први пут после 4 године.
- 12. април — Након Доњецка и Луганска, проруски активисти су заузели владине зграде у Славјанску и Краматорску.
- 13. април — Привремени председик Украјине Александар Турчинов наредио је да се на истоку Украјине покрене "антитерористичка операција". На конференцији за штампу свргути украјински председник Виктор Јанукович позвао је војску Украјине да не делује у Словјанску и рекао да је земља на ивици грађанског рата.
  - Краматорск је седми град који је под контролом проруских демонстарната. Током јутра они су заузели два администартивна центра у том граду и болирају оближњи војни аеродром украјинске војске.
- 14. април — Проруске снаге имају под контролом владине зграде у девет градова на истоку Украјине. Привремени председник Украјине Александар Турчинов потписао је указ о почетку "специјалне антитерористичке акције".
- 15. април — Украјинска војска је започела војну акцију против проруских снага у Краматорску. Након краткотрајне борбе, у којима је према изјавама сведока било и жртава, специајлци и украјинска армија је повратила контролу над локалним аеродромом у Краматорску.
- 15. април — Припадници исламистичке организације Боко харам су отели више од 250 девојчица из средње школе у нигеријском граду Чибок.
- 16. април — Шест оклопних транспортера ушло је у источни украјински град Славјанск, а на челу колоне је на првом возилу истакнута руска застава.
  - Проглашена Народна република Одеса.
- 17. април — У Женеви одржан је сусрет четворо министара иностраних послова Русије Сергеја Лаврова, Државног секретара САД Џона Керија, Врховног Представника Европске уније за иностране послове и политику безбедности Кетрин Ештон и Министра иностраних Украјине Андреја Дешчице. По завршетку састанка стране су дошле до следећих ставова разрешења ситуације у Украјини: "Све нелегалне оружане формације морају бити разоружане; нелегално заузете зграде враћене легитимним власницима; окупиране улице, тргови и друга јавна места у свим градовима Украјине ослобођени; мора бити извршена амнестија свих који су протестовали са изузетком оних, који су извршили тешке злочине".
- 18. април — У лавини на Монт Евересту погинуло 16 људи.
- 23. април — У наставку конститутивне седнице Скупштине Србије, Маја Гојковић (СНС) изабрана за председника парламента.
- 24. април — Синиша Мали (СНС) изабран за новог градоначелника Београда.
- 27. април — Изабрана нова Влада Републике Србије, коју су формирали Српска напредна странка, коалиција СПС-ПУПС и ЈС, на челу са лидером СНС-а Александром Вучићем. Важније ресоре заузели Ивица Дачић — први потпредседник Владе и шеф дипломатије, Братислав Гашић — министар одбране, Никола Селаковић — министар правде, Лазар Крстић — министар финансија, касније Душан Вујовић — министар финансија и привреде.
  - Луганска Народна Република прогласила независност од Украјине.

### Мај
- 2. мај — У сукобима у Одеси погинуло је најмање 48 особа када су непознате особе бациле Молотовљеве коктеле на седиште проруских активиста.
  - У одрону земљишта у Авганистану погинуло је најмање 350 особа, а 2000 је нестало.
- 8. мај — Снаге сиријске владе су заузеле град Хомс након трогодишње опсаде и споразума o примирју са побуњеницима којим је омогућено њихово повлачење.
- 11. мај — На истоку Украјине одржан референдум о статусу Донбаса.
- 13. мај — Подручје средње и југоисточне Европе захватио је Циклон “Тамара”[1] који је проузроковао највеће поплаве на подручју Балканског полуострва у последњих 120 година, а највише у Србији и Босни и Херцеговини. Простирао се на великој хоризонталној површини, вертикалне дебљине до 100 km кроз целу тропосферу.
- 15. мај — у Босни и Херцеговини и Србији је проглашена ванредна ситуација због поплава изазваних обилним падавинама.
- 16. мај — На изборима у Индији убедљиву победу однела опозициона Индијска народна партија Нарендра Мордија.
  - Колубара и Тамнава поплавиле град Обреновац, а наредних дана и Сава, након чега је више од 35 људи изгубило живот, а десетине хиљада остало без домова и расељено у прихватне центре, највише у Београду.
- 18. мај — Књижевник и бивши председник СРЈ Добрица Ћосић је преминуо у 93. години.
- 21. мај — Русија и Кина постигле 30-годишњи гасни споразум, вредности преко 400 милијарди долара.
- 21. мај — Доњецка народна република и Луганска народна република потписали споразум о уједињењу у Новорусију.
- 24. мај — Проглашена република Новорусија чији су споразум о уједињењу три дана раније потписале Доњецка и Луганска народна република.
- 22. — 25. мај - Избори за Европски парламент.
- 25. мај — Председнички избори у Украјини победио Петро Порошенко.
- 28. мај — Бивши генерал Абдел Фатах ел Сиси победио великом већином на предсеничким изборима у Египту.
  - У 19.57.41 UTC ракетом Сојуз са космодрома Бајконур лансирана трочлана посада ка Међународној свемирској станици. Посаду су чинили Максим Сурајев из Роскосмоса, Грегори Вајзман из Насе и Александар Герст из Европске свемирске агенције.
- 29. мај — Лидери Русије, Белорусије и Казахстана потписали су уговор о оснивању Евроазијске економске уније (који ступа на снагу 1. јануара 2015.)

### Јун
- 3. јун — Хуан Карлос I од Шпаније абдицирао у корист сина Фелипеа.
- 12. јун — 13. јул — Светско првенство у фудбалу 2014. (Бразил)
- 19, јун — Бивши премијер Велике Британије Тони Блер допутовао је у Београд и разговарао са председником Владе Србије Александром Вучићем у згради Владе Србије.

### Јул
- 1. јул — После пропалих дестодневних преговора о примирју на Истоку Украјине које је предложио украјински председник Петро Порошенко, Украјинска војска је покренула велику војну офанзиву на Доњецку и Луганску Народну Републику које су се након државног удара у фебруару и насилне смене Виктора Јануковича, на референдуму 11. маја отцепиле од Украјине.
- 5. јул — Украјинска војска је преузела контролу над Славјанском и Краматорском.
- 6. јул — Новак Ђоковић освојио Вимблдон и вратио се на прво место АТП листе.
- 7. јул — Глумац Бора Тодоровић преминуо је у 84. години живота.
- 8. јул — Израел је покренуо офанзиву на Газу након убиства израелских тинејџера недељу дана раније.
- 13. јул — Финале Светског првенства: Немачка - Аргентина 1:0.
- 17. јул — Оборен авион МХ17 изнад источне Украјине.
- 24. јул — Авион АХ5017 се срушио у Малију.
- 26. јул — У Бајмоку убијена петнаестогодишња Тијана Јурић.

### Август
- 1. август — ЕУ увела трећи степен санкција Русији.
- 7. август — Након хапшења убице, код Чонопље пронађено тело Тијане Јурић.
  - Оружане снаге САД су започеле ваздушне ударе на положаје Исламске Државе у Ираку.
- 9. август — У Нигерији проглашено ванредно стање због еболе.
- 11. август — Хјустонски НЛО инцидент 2014.
- 24. август — Војска Доњецке и Луганске Народне Републике је покренула велику контра-офанзиву против Оружаних снага Украјине које су након пропалог десетодневног примирја 1. јула покренуле војну офанзиву на Доњецк и Луганск. Након огромних војних и територијалних губитака на страни Украјинских снага, други по величини град у Доњецкој Области Маријупољ се нашао под опсадом снага Доњецке Народне Републике, што је довело до потписивања примирја о прекиду ватре у Минску 5. септембра.
- 26. август — Хамас и Израел су уз посредовање Египта пристали на дужи прекид ватре након седмонедељног сукоба.

### Септембар
- 5. септембар — Украјинска влада и проруски побуњеници су договорили примирје у тренутном сукобу.
  - Пет рудара је погинуло у зеничком руднику мрког угља, након горског удара који је погодио јаму Распоточје.
- 7. септембар — Десило се највеће откриће у случају највећег серијског убице Џека Трбосека. Откривен је ДНК на шалу жртве Кетрин Едоуз који припада једном од осумњичених, Арону Косминском.
- 9. септембар — Код Острва краља Вилијама пронађен је један од бродова из експедиције Џона Френклина, нестао 1845.
- 9. септембар — Серена Вилијамс и Марин Чилић победници су Отвореног првенства САД.
- 11. септембар — Кевин Дурлаг, власник вероватно највишиг пса у историји Зевса, изјавио је како је он умро 3. септембра.
- 14. септембар — Мадрид, у финалу ФИБА Светског Купа у Шпанији САД је победила Србију резултатом 129 - 92 и тако по пети пут постале светски шампиони чиме су се изједначили са Југославијом по броју освојених Светских првенстава. Србија је освојила своје прво сребро од проглашења независности Црне Горе од Србије 2006. године.
- 18. септембар — 
  - Премијер Србије Александар Вучић објавио је план смањења пензија и плата у јавном сектору у износу од 10 посто.
  - Одржан је Референдум о независности Шкотске. Већина Шкота (55%) гласало је против независности, а 45% гласало за независност.
  - Група Албанаца у центру Скопља је прогласила Републику Илириду.
- 22. септембар — Оружане снаге САД и њене савезнице су започеле ваздушне ударе на положаје Исламске Државе у Сирији.
- 25. септембар — У 20.25 UTC ракетом Сојуз са космодрома Бајконур лансирана трочлана посада ка Међународној свемирској станици. Посаду су чинили Александар Самокутијаев и Јелена Серова из Роскосмоса и Бари Вилмор из Насе.
- 26. септембар — У Хонгконгу су избили протести против предложених промена изборних закона које је најавила кинеска влада.
- 28. септембар — У Београду одржана трећа парада поноса у Београду без већих инцидената.
  - Брат премијера Србије Александра Вучића Андреј, брутално је претучен од стране припадника жандармерије током Параде поноса.

### Октобар
- 12. октобар — Одржани Општи избори у Босни и Херцеговини.
- 14. октобар — На фудбалској утакмици Србија - Албанија дошло је до великог инцидента када је са непознате локације пуштен дрон који је на Стадион Партизана улетео са заставом Велике Албаније, што је изазвало нереде. (ВидиːИнцидент са дроном на Стадиону Партизана)[2]
- 16. октобар – Одржана Војна парада у Београду 2014.
  - Председник Руске Федерације Владимир Путин посетио је Србију што је изазвало велику пажњу светских медија.
- 20. октобар — У Сава-центру обележена седамдесетогодишњица ослобођења Београда премијерним приказивањем мјузикла Прича о чвргама и небу у режији Драгана Бјелогрлића.
- 26. октобар — У Украјини одржани ванредни парламентарни избори.
- 27. октобар — Народна скупштина Републике Србије донела је Закон о привременом уређивању начина исплате пензија којим су плате и пензије грађана Србије умањене за 10%, уз велико противљење демократске опозиције.
- 28. октобар — Албанска група која себе назива „Ослободилачка национална армија“ извела је ракетни напад на зграду Владе Републике Македоније.
- 29. октобар — Ракета Антарес која је носила беспилотну сонду Сигнус CRS-3 до Међународне свемирске станице је експлодирала приликом лансирања.
- 31. октобар — Председник Буркине Фасо Блез Компаоре је поднео оставку после насилних протеста.

### Новембар
- 1. новембар — Самозвана “Гарда Републике Илириде” саопштила је да је почела са патролирањем свуда где живи албанско становништво на територији Републике Македоније и да албанска територија неће бити остављена без обезбеђења.
- 2. новембар — У областима Доњецка и Луганска у источној Украјини које су се у мају на референдуму одвојиле од Украјине, одржани су паралелни парламентарни и председнички избори, седам дана од ванредних парламентарних избора које је одржала прозападна украјинска влада.
  - У Москви је у 89. години преминуо некадашњи генерал армије ЈНА Вељко Кадијевић.
- 3. новембар — Отворен је Светски трговински центар 1 највиша зграда на западној хемисфери, висока 541 метар.
- 4. новембар — На међуизборима у САД Републиканска странка је освојила већину у Сенату и увећала број представника у Представничком дому.
- 6. новембар — Хашки трибунал привремено ослободио Војислава Шешеља због лечења у Србији.
- 9. новембар — Српски позоришни, филмски и телевизијски глумац Никола Симић преминуо у Београду у 80. години живота.
- 10. новембар — После 68. година, албански премијер Еди Рама је први званичник те земље који је посетио Србију. Приликом његовог говора на коференцији за новинаре у Палати Србије, дошло је до политичког скандала када је поручио српским властима да признају Републику Косово као реалност на шта је српски премијер Александар Вучић реаговао бурно и то назвао злонамерном провокацијом.
- 11. новембар — Албански премијер Еди Рама, посетио је Медвеђу са већински албанским становништвом дочекан овацијама.
- 12. новембар — Хашки оптуженик и лидер Српске радикалне странке Војислав Шешељ вратио се у Србију, после скоро 12 година проведених у притвору у Хагу.
- Сонда Филе Европске свемирске агенције се успешно спустила на комету 67П/Чурјумов-Герасименко.
- 15. новембар — Српска радикална странка уз подршку десничарских организација одржала је пред 20 хиљада људи митинг на Тргу републике у Београду обележивши повратак лидера Војислава Шешеља из Трибунала у Хагу.
- 16. новембар — Српски театролог и књижевник Јован Ћирилов преминуо у Београду у 83. години живота.
  - Клаус Јоханис изабран за новог председника Румуније.
- 18. новембар — Демократска странка Србије и Покрет Двери формирали су опозициони патриотски блок, који се противи уласку Србије у ЕУ и НАТО, а залаже за економски патриотизам, интензивирање сарадње са Русијом и одбрану Устава Србије.
- 23. новембар — У 21.01.14 UTC ракетом Сојуз са космодрома Бајконур лансирана трочлана посада ка Међународној свемирској станици. Посаду су чинили Антон Шкаплеров из Роскосмоса, Тери Вертс из Насе и Саманта Кристофорети из агенције Еса.
- 24. новембар — У граду Фергусон у Мисурију избили су немири након што је порота ослободила полицајца који је усмртио ненаоружаног осумњиченог.

### Децембар
- 1. децембар — Председник Русије, Владимир Путин, објавио је повлачење из пројекта Јужни ток, те да ће се уместо тога градити сличан гасовод према Турској.
- 9. децембар — Међународни олимпијски комитет примио Косово у пуноправно чланство.
- 17. децембар — Премијери Србије и Кине Александар Вучић и Ли Кећанг свечано су отворили Пупинов мост који повезује Земун и Борчу на Дунаву.
- 28. децембар — НАТО је званично окончао тринаестогодишње борбене операције Међународних снага за безбедносну помоћ у Авганистану.

## Рођења
- 20. фебруар — Принцеза Леонора, војвоткиња од Готланда[3]

## Смрти

### Јануар
- 5. јануар — Еузебио да Силва Фереира, најбољи португалски фудбалер свих времена (*1942)[4]
- 7. јануар — Ран Ран Шо, продуцент и предузетник из Хонгконга (*1907)
- 8. јануар — Мирослав Јовановић, српски историчар (*1962)
- 10. јануар — Сем Бернс, Американац који је боловао од прогерије (*1996)
- 11. јануар — Аријел Шарон, бивши премијер Израела (*1928)
- 14. јануар — Милутин Достанић, српски математичар (*1958)
- 16. јануар — Хиро Онода, бивши официр јапанске обавјештајне службе (*1922)
- 17. јануар — Бранислав Митић, сценариста и режисер (*1942)
- 19. јануар — Мирослав Микеревић, војник и одликовани борац Војске Републике Српске у Одбрамбено-отаџбинском рату (*1965)
- 20. јануар — Клаудио Абадо, италијански диригент (*1933)[5]
- 24. јануар — Паула Путанов, српска хемичарка, професор универзитета и академик САНУ (*1925)[6]

### Фебруар
- 1. фебруар:
  - Максимилијан Шел, аустријско—швајцарски глумац (*1930)[7]
  - Луис Арагонес, шпански фудбалер и фудбалски тренер (*1938)[8]
- 2. фебруар — Филип Симор Хофман, амерички глумац (*1967)[9]
- 10. фебруар:
  - Олга Јеврић, српска вајарка, редовни члан САНУ (*1922)[10]
  - Ширли Темпл, америчка глумица и дипломата (*1928)[11]
- 21. фебруар — Ђоко Росић, бугарски глумац српског порекла (*1932)[12]
- 23. фебруар — Алиса Херз-Сомер, енглеска пијанисткиња, задња особа која је преживела холокауст (*1903)
- 25. фебруар — Пако де Лусија, шпански фламенко композитор, гитариста и продуцент (*1947)[13]
- Фебруар — Александар Луковић Лукијан, српски сликар и графичар (*1924)

### Март
- 5. март — Витко Златковић, српски правник, судија и књижевник (*1929)
- 14. март — Гашо Кнежевић, српски правник и политичар, министар просвете у Влади Републике Србије од јануара 2001. до марта 2004. год. (*1953)[14]
- 15. март — Момчило Дугалић, генерал-потпуковник и народни херој Југославије (*1918)
- 18. март — Душан Почек, српски глумац (*1932)[15]
- 21. март — Ненад В. Петровић, српски књижевник и емигрант (*1925)
- 23. март — Радослав Лале Миленковић, српски сликар (*1926)
- 31. март — Френки Наклс, амерички ди-џеј и продуцент електронске музике, пионир хаус музике (*1955)[16]

### Април
- 1. април — Алида ван дер Анкер-Дуденс, холандска кајакашица (*1922)[17]
- 6. април:
  - Тамара Милетић, српска глумица (*1932)[18]
  - Мики Руни, амерички глумац и забављач (*1920)[19]
- 8. април:
  - Карлхајнц Дешнер, немачки приповедач, књижевни критичар, есејиста, историчар филозофије и историчар идеја (*1924)[20]
  - Северин Франић, српски и југословенски филмски критичар (*1952)
- 9. април — Светлана Велмар-Јанковић, српска књижевница и академик (*1933)[21]
- 17. април — Габријел Гарсија Маркес, колумбијски књижевник и добитник нобелове награде за књижевност (*1927)
- 18. април:
  - Мирко Ђорђевић, српски професор књижевности, књижевник, преводилац и публициста (*1938)[22]
  - Нађа Ножарова, бугарска певачица и глумица (*1916)
- 22. април — Јован Кркобабић, српски политичар (*1930)[23]
- 23. април — Јозо Аоки, јапански фудбалер (*1929)[24]
- 25. април — Тито Виланова, шпански фудбалер и фудбалски тренер (*1968)[25]
- 27. април — Вујадин Бошков, српски фудбалер и фудбалски тренер (*1931)[26]
- 29. април — Боб Хоскинс, британски глумац (*1942)[27]

### Мај
- 3. мај:
  - Гари Бекер, амерички економиста (*1930)
  - Смиљко Ашпергер, хрватски хемичар, педагог и академик (*1921)
- 5. мај:
  - Радован Бранков, српски новинар (*1939)[28]
  - Тимоти Џон Бајфорд, српски редитељ енглеског порекла (*1941)[29]
- 18. мај — Добрица Ћосић, српски књижевник, академик и некадашњи председник СРЈ (*1921)[30]
- 28. мај — Маја Анџелоу, афроамеричка књижевница, плесачица, глумица, певачица и активисткиња (*1928)[31]

### Јун
- 7. јун — Фернандао, бразилски фудбалер (*1978)
- 8. јун — Александер Имич, амерички доктор психологије, хемичар и најстарији мушкарац на свету (*1903)
- 10. јун — Ури Авнер, израелски шахиста (*1941)
- 19. јун — Миша Блам, српски џез музичар, контрабасиста, композитор, џез публициста, аранжер и музички педагог (*1947)

### Јул
- 1. јул — Александар Хрњаковић, српски глумац (*1942)[32]
- 7. јул:
  - Едуард Шеварнадзе, некадашњи министар спољних послова СССР и бивши председник Грузије (*1928)
  - Бора Тодоровић, српски филмски и позоришни глумац (*1929)[33]
  - Алфредо ди Стефано, некадашњи аргентински и шпански фудбалер и фудбалски тренер (*1926)
- 19. јул:
  - Џејмс Гарнер, амерички глумац (*1928)[34]
  - Петар Никезић, српски и југословенски фудбалер (*1950)[35]
- 26. јул — Тијана Јурић, петнаестогодишњакиња убијена у ноћи између 26. и 27. јула (*1999)
- 27. јул — Кијозан Јошу Сасаки, јапански зен наставник (*1907)
- 28. јул — Жељко Ђурђић, српски рукометаш (*1962)
- 31. јул — Ивана Подрашчић, убијена четрнаестогодишњакиња (*2000)

### Август
- 11. август:
  - Владимир Беара, бивши југословенски фудбалер (голман) (*1928)[36]
  - Робин Вилијамс, амерички глумац и стендап комичар (*1951)[37]
- 12. август — Лорен Бакол, америчка филмска, позоришна и телевизијска глумица (*1924)[38]
- 15. август — Светислав Антић, српски доктор ветерине (*1921)
- 17. август — Миодраг Павловић, српски књижевник, песник, есејиста и академик (*1928)[39]
- 19. август:
  - Предраг Палавестра, српски књижевник, историчар књижевности и академик (*1930)[40]
  - Џејмс Фолеј, амерички фоторепортер убијен у Сирији (*1973)
- 20. август — Сава Стојков, српски сликар (*1925)
- 22. август — Емануел Кријарас, грчки лексикограф и филолог (*1906)
- 24. август:
  - Леонид Стадник, највиши човек на свету (*1970)
  - Ричард Атенборо, енглески глумац, режисер и продуцент (*1923)[41]
- 26. август — Самуел Садела, нигеријски свештеник, можда и најстарији мушкарац на свету (*1900)
- 28. август — Иван Иванчић, југословенски атлетски репрезентативац у бацању кугле, хрватски атлетски тренер (*1937)[42]
- 30. август — Игор Декраен, италијански бициклиста. (*1996)

### Септембар
- 1. септембар — Дејвид Андерли, амерички музички продуцент (*1937)
- 2. септембар — Стивен Џоел Сотлоф, амерички новинар убијен у Сирији (*1983)
- 3. септембар — Го Еун-би, јужнокорејска певачица (*1992)
- 5. септембар — Сајмон Бетл, америчка глумица и певачица (*1989)[43]
- 8. септембар:
  - Џералд Вилсон, амерички џез трубач, композитор и едукатор (*1918)[44]
  - Џорџ Зуверинк, амерички играч бејзбола (*1924)
- 12. септембар — Салах ел Махди, туниски музиколог, диригент, флаутиста, музички критичар и судија (*1925)
- 13. септембар — Милан Галић, југословенски фудбалер (*1938)[45]
- 15. септембар — Јуџин Ирвинг Гордон, амерички физичар (*1930)
- 17. септембар — Вук Бојовић, српски вајар и телевизијски водитељ, дугогодишњи директор београдског ЗОО врта (*1940)[46]
- 20. септембар — Пино Серами, белгијски бициклиста. (*1922)
- 23. септембар:
  - Предраг Лазаревић, српски књижевник, књижевни теоретичар и критичар, члан Сената Републике Српске (*1929)
  - Анатолиј Ејрамџан, руско-јерменски филмски режисер, продуцент и писац (*1937)
- 25. септембар — Сулејман Тихић, бошњачки политичар из Босне и Херцеговине, некадашњи члан Председништва БиХ (*1951)
- 27. септембар — Габи Агион, француска модна дизајнерка (*1921)
- 28. септембар — Љубица Ковић, српска глумица (*1923)[47]

### Октобар
- 9. октобар:
  - Борис Бузанчић, хрватски глумац (*1929)[48]
  - Ана Карић, хрватска глумица (*1941)[49]
- 14. октобар — Воја Чолановић, српски писац (*1922)[50]
- 17. октобар — Даисуке Оку, јапански фудбалер (*1976)[51]
- 21. октобар — Марија Црнобори, југословенска глумица (*1918)[52]
- 24. октобар —Милијан Неоричић, југословенски економиста (*1922)
- 25. октобар — Џек Брус, шкотски музичар (*1943)[53]

### Новембар
- 2. новембар — Вељко Кадијевић, генерал армије и последњи начелник Генералштаба ЈНА у СФРЈ (*1925)
- 3. новембар – Миљенко Дерета, српски редитељ и сценариста, активиста невладиног сектора (*1950)[54]
- 9. новембар — Никола Симић, српски глумац (*1934)[55]
- 10. новембар — Зоран Чалић, српски редитељ (*1931)
- 16. новембар — Јован Ћирилов, српски театролог (*1931)[56]
- 21. новембар — Марко Ивковић, навијач Црвене звезде који је трагично изгубио живот у Истанбулу, уочи утакмице кошаркашке Евролиге (*1989)
- 24. новембар — Виктор Тихонов, руски и совјетски хокејаш и хокејашки тренер (*1930)

### Децембар
- 1. децембар — Ацо Петровић, српски кошаркашки тренер (*1959)
- 9. децембар — Благоје Пауновић, српски фудбалер (*1947)[57]
- 16. децембар — Братислав Љубишић, српски ликовни критичар и драматург (*1942)
- 18. децембар — Анте Жанетић, југословенски фудбалер (*1936)[58]
- 22. децембар — Џо Кокер, британски рок и блуз певач (*1944)[59]

## Нобелове награде
- Физика — Исаму Акасаки, Хироси Амано и Шуђи Накамура
- Хемија — Ерик Бетциг, Штефан Хел и Виљем Мернер
- Медицина — Џон О'Киф, Меј-Брит Мозер и Едвард Мозер
- Књижевност — Патрик Модијано
- Мир — Малала Јусафзаи и Каилаш Сатјарти
- Економија — Жан Тирол